# جنجال پول
جنجال پول فیلمی به کارگردانی و نویسندگی پرویز خطیبی محصول سال ۱۳۴۷ است.

## داستان
سه جوان که در یک فروشگاه بزرگ کار می‌کنند تصادفاً در جریان یک توطئه قرار می‌گیرند و با پیگیری ماجرا، مردی را که هدف توطئه است از جریان آگاه کرده و پس از یک سلسله حوادث سرانجام موفق می‌شوند توطئه گران را تحویل قانون بدهند…

## بازیگران
- شهین
- منصور سپهرنیا
- ویکتوریا
- جهانگیر غفاری
- محمد متوسلانی
- گرشا رئوفی
- محسن پیراسته
- فرهاد حمیدی
- مژگان
- غیاث
- جمشید هاشم‌پور